# Maritieme universiteit van Korea

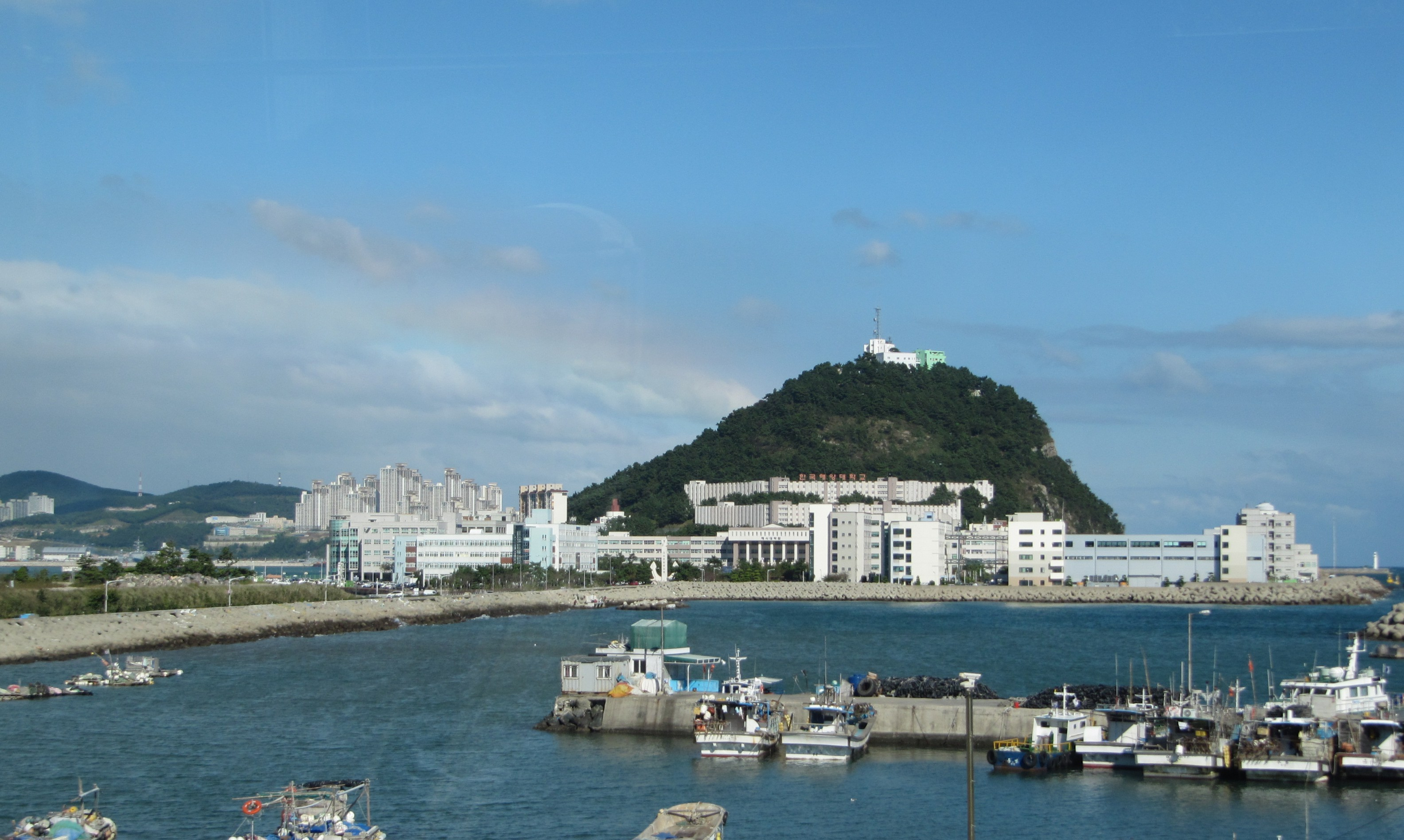
Maritieme universiteit van Busan

De maritieme universiteit van Korea (Hangul: 한국해양대학교) is een nationale universiteit voor maritieme studies in de Zuid-Koreaanse stad Busan.
De universiteit is gelegen op een (deels aangelegd) schiereiland aan de oostkust van het eiland en in het gelijknamige stadsdeel Yeongdo.
De universiteit werd opgericht in november 1945 nadat Korea was bevrijd van de Japanse bezetting. Na de Koreaanse Oorlog werd de locatie in Busan betrokken. In 1992 werd de status van universiteit aan de opleiding toegekend. De universiteit telt ongeveer 9000 studenten.